# Классический парашютизм

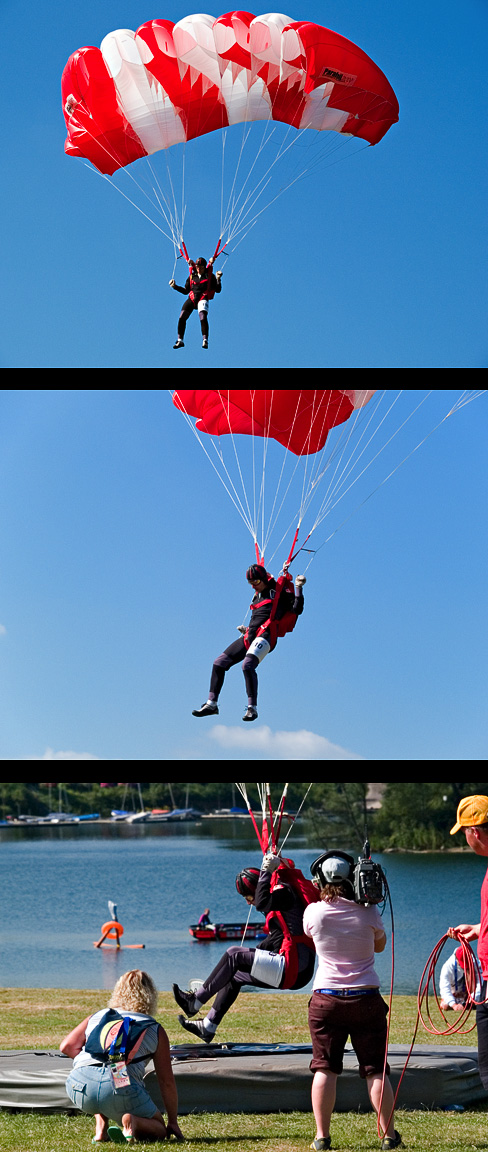
Приземление на точность во время Всемирных игр 2005 в Дуйсбурге, Германия

Классический парашютизм — разновидность парашютизма, которая включает два упражнения: точность приземления и выполнение комплекса из шести фигур в свободном падении. Прыжки на точность приземления, как правило, выполняются с высоты 1000 метров. Прыжки на акробатику — с 2200 метров, с задержкой раскрытия парашюта в 30 секунд. Выполнение фигур начинается после разгона, на 10-12-й секунде падения.
Центр мишени для прыжков на точность в настоящее время имеет диаметр 20 мм. Попадание или отклонение от него фиксируется автоматическим измерительным устройством. До 2007 года диаметр ноля был 30 мм, ещё ранее — 50 мм и 100 мм. Результаты фиксировались визуально. Мировой рекорд, зафиксированный ФАИ в 2008 году, составляет 7 приземлений подряд без отклонения. Когда ноль был диаметром 100 мм с визуальной фиксацией, мировой рекорд составлял 106 приземлений подряд без отклонения. Его автором в 1978 году стал Александр Белоглазов (СССР). Среди женщин рекорд принадлежит Зинаиде Курицыной — 81 приземление без отклонения в 1978 году.
Мировой рекорд при выполнении комплекса фигур в свободном падении сейчас равен 5,18 сек (Марко Пфлюгер, ФРГ). Самыми выдающимися спортсменами в классическом парашютизме считаются двукратные чемпионы мира Черил Стернс (США, 1978, 1994), Николай Ушмаев (СССР, 1974, 1980), Йозеф Павлата (ЧССР, 1986, 1992), трёхкратная чемпионка мира Светлана Кленина (Россия, 2006, 2010, 2012). Татьяна Осипова два раза подряд в 1996 и 1998 году завоевала звание абсолютной чемпионки мира. На чемпионате 1998 года она заняла первое место и по точности, и по акробатике. Ей до сих пор принадлежит рекорд времени выполнения комплекса для женщин — 6,1 сек. Татьяна погибла в 2000 году при падении вертолета МИ-8, во время тренировок сборной команды ВВС.